# Суши (село)
 Суши  — село в Вятскополянском районе Кировской области в составе Омгинского сельского поселения.

## География
Расположено в левобережной части района на расстоянии примерно 7 км по прямой на северо-восток от железнодорожного моста через Вятку в городе Вятские Поляны.

## История
Известно с 1681 года как одна из вотчин Вятского Успенского монастыря. Упоминается в 1717 году как деревня с 8 дворами и 36 жителями, с 1733 село (Архангельское или Суши), в 1764 358 жителей. В 1802 году 68 дворов. В 1873 здесь дворов 55 и жителей 445. Рядом находился Канатный завод с 8 жителями. В 1905 году в селе отмечено дворов 99 и жителей 566, в канатном заводе 1 и 21, в поселке Сушинский, где проживало духовенство, 5 и 13, в выселке Сушинский (Слободка) 18 и 126. В 1926 в едином селе Суши хозяйств 191 и жителей 892, в 1950 185 и 768, в 1989 108 человек. Архангельская церковь в селе построена была в 1733 году, возобновлена в 1839. 

## Население
Постоянное население составляло 79 человек (русские 96%) в 2002 году, 34 в 2010.